# Spilogona digressa
Spilogona digressa är en tvåvingeart som beskrevs av Huckett 1965. Spilogona digressa ingår i släktet Spilogona och familjen husflugor. Inga underarter finns listade i Catalogue of Life.